# Buttykay Emmi

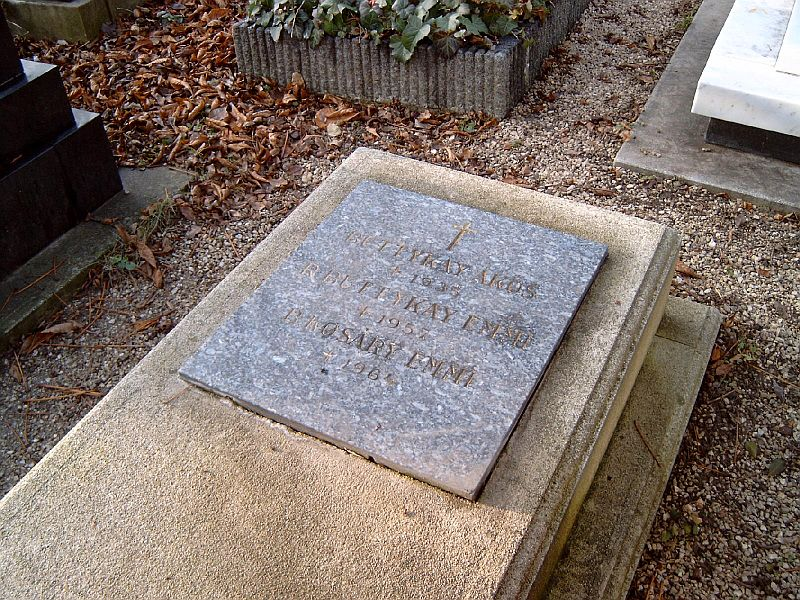
Buttykay Ákos, Buttykay Emmi és Kosáry Emmi sírja Budapesten. Farkasréti temető: 33/2-1-12

Buttykay Emmi, névváltozat: Emmy, teljes neve: Buttykai Emma Gabriella (Budapest, Erzsébetváros, 1911. május 4. – London, 1957. július 5.) magyar színésznő.

## Élete
Buttykay Ákos zeneszerző és Kosáry Emmi operettprimadonna lánya. Színházban és filmekben is játszott, többnyire énekes-táncos vígjátékokban és operettekben. 1936. május 9-én házasságot kötött a nála 11 évvel idősebb Roth Jenő földbirtokossal. 1934-ben szerződés nélküli művész volt, 1943-ban tette le színészkamarai vizsgáját, ekkor kapta meg a működési engedélyt. Eleinte epizódszerepeket játszott, később Bánky Viktor filmrendező felfedezte, és előbb a Kölcsönadott élet egyik mellékszerepét osztotta rá, majd a Makacs Kata és a Kétszer kettő című filmekben már főszerepet kapott. 1942-ben a Pódium Kabaré, 1949-ben a Fővárosi Kabaré, 1950-ben a Kamara, 1950–51-ben a Fővárosi Varieté, 1951–1954-ben a Vidám Színpad művésze volt. Betegségének kezelése miatt utazott ki Londonba, itt hunyt el autóbalesetben.

## Filmszerepei
- Repülő arany (1932) – Éva barátnője
- Pardon, tévedtem (1933, magyar-amerikai-német)
- Bál a Savoyban (1934, magyar-német) – szobalány
- Címzett ismeretlen (1935) – vevő a kerékpárboltban
- Megvédtem egy asszonyt (1938)
- Európa nem válaszol (1941) – Loretta Gold
- Éjfélre kiderül (1942) – Molly szobalánya
- Kölcsönadott élet (1943) – Mária barátnője
- Makacs Kata (1943) – Juhász Kata
- Boldoggá teszlek (1944) – Balázs Judit
- Kétszer kettő (1944, újraforgatva 1945) – Éva
- Állami áruház (1952) – Dancs titkárnője
- Hannibál tanár úr (1956) – Mici